# Kevin Freeman
Kevin Freeman (Springfield, 3 marzo 1978) è un ex cestista statunitense, professionista in Europa, Asia e Sudamerica.

## Carriera
Con gli Stati Uniti ha disputato le Universiadi di Palma di Maiorca 1999.

## Palmarès
- Campione NCAA (1999)
- USBL Defensive Player of the Year (2003)
- All-USBL Second Team (2003)
- USBL All-Defensive Team (2003)